# Ballonsonde (Medizintechnik)

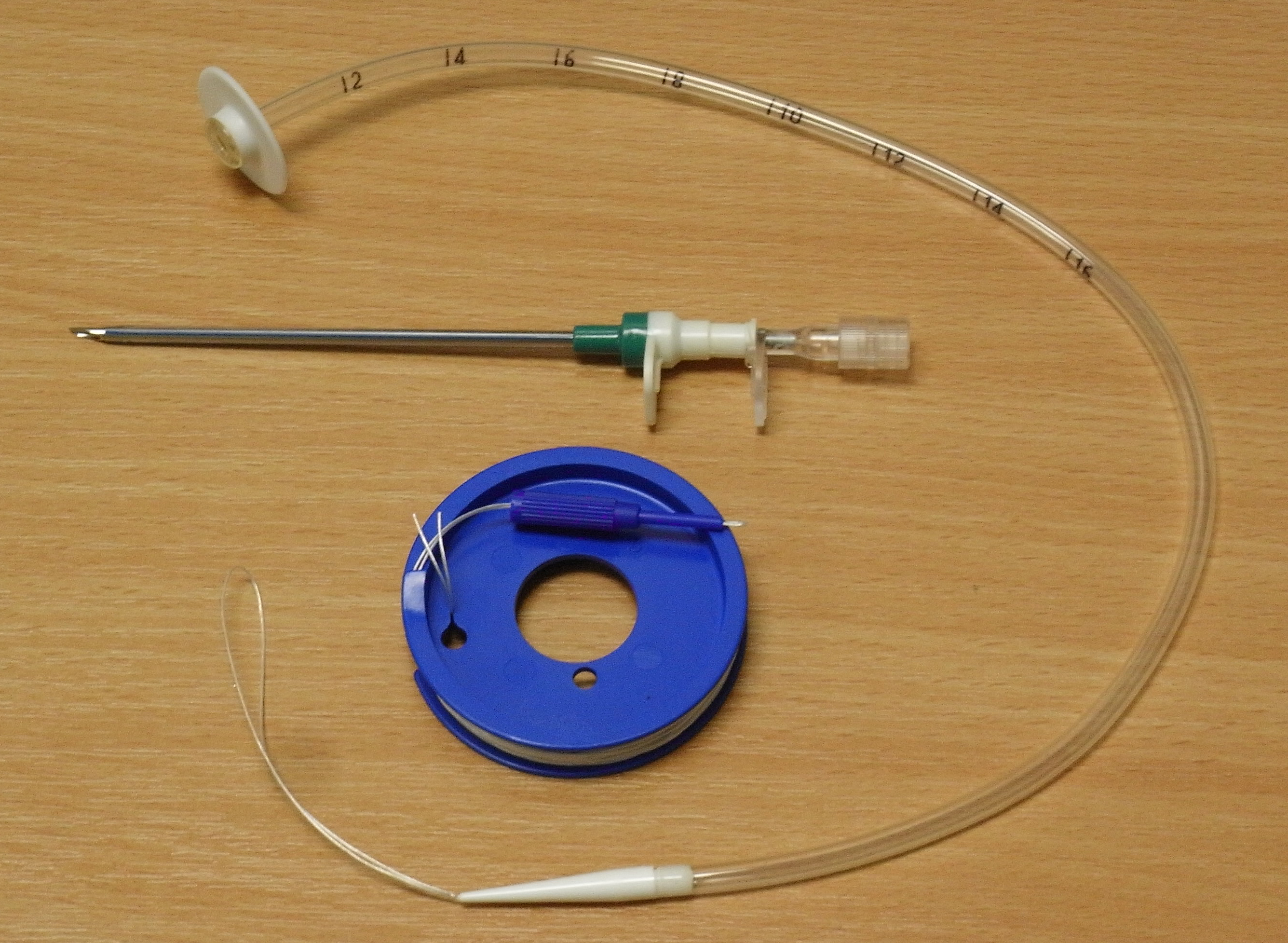
PEG-Ballonsonde mit Zubehör zur Applikation

Die  Ballonsonde ist eine in der Medizintechnik verwendete Sondenform, wie sie unter anderem bei der Perkutanen endoskopischen Gastrostomie eingesetzt wird.

## Arten von Ballonsonden
Neben den Sonden zur Flüssigkeits- beziehungsweise Nahrungsverabreichung gibt es spezielle Ballonsonden, die bei akuten Blutungen in der Speiseröhre eingesetzt werden. Die Linton-Nachlas-Sonde mit einem Ballon und die Sengstaken-Sonde mit zwei Ballons drücken auf das geplatzte Blutgefäß; so wird die Blutung verringert oder gestoppt.

## Beschreibung der PEG-Ballonsonde
Grundelement der Ballonsonde ist, wie bei anderen PEG-Sonden, der flexible Kunststoffschlauch mit einem Verschlusskopf auf der Außenseite, Schlauchklemme zum Verschließen des Schlauches und äußerer Halteplatte aus röntgenkontrastgebendem Silikonkautschuk zur Fixierung.
Im Unterschied zu anderen Magensonden wird die Fixierung im Sondenkanal nicht durch eine innere Rückhaltescheibe aus röngtenkontrastgebendem, latexfreiem Silikonkautschuk erreicht, sondern durch einen Ballon. Für die Wartung des fixierenden Ballons befindet sich zwischen Verschlusskopf und Schlauchklemme ein Verzweigungsstück, von dessen Seitenzugang ein zweiter Schlauch, der im Primärschlauch verläuft, zu dem Ballon führt.

### Vorteile der Ballonsonde
Die Ballonsonde erlaubt einen Wechsel ohne erneuten endoskopischen Eingriff, wie es beispielsweise bei einer Verstopfung oder Beschädigung des Schlauches erforderlich sein kann.

### Nachteile
Der Halteballon muss regelmäßig durch Überprüfen des Füllungszustandes des Ballons gewartet werden.

## Anlage
Die Ballonsonde kann bei der Erstanlage der Sonde verwendet werden, sie kann aber auch nachträglich eine PEG ersetzen, wie es der Hersteller Fresenius Kabi empfiehlt.